# Albert Zürner
Albert Zürner (Hamburg, 30 de gener de 1890 – Hamburg, 18 de juliol de 1920) va ser un saltador alemany que va competir a començaments del segle XX i que va disputar tres edicions dels Jocs Olímpics.
El 1906 va prendre part en els Jocs Intercalats d'Atenes, on fou quart en la prova del salt de palanca de 10 metres. El 1908, als Jocs de Londres guanyà la medalla d'or en el salt de trampolí de 3 metres.
Quatre anys més tard, als Jocs d'Estocolm guanyà la medalla de plata en el salt de palanca de 10 metres, mentre en el salt de trampolí de 3 metres fou quart. També disputà la prova de palanca alta, però fou eliminat en la primera ronda.